# Frédéric Joliot-Curie
Jean Frédéric Joliot-Curie (París, 1900 - íd. 1958) fou un físic, químic i professor universitari francès guardonat amb el Premi Nobel de Química l'any 1935.

## Biografia
Va néixer el 19 de març de 1900 a la ciutat de París. Va estudiar a l'Escola Superior de Física i Química de la Vila de París, on es llicencià en física. El 1925 fou nomenat assistent personal de Marie Curie a l'Institut Curie de París. L'any següent es casà amb Irène Joliot-Curie, filla de Marie i Pierre Curie, de la qual adoptà el cognom. A instàncies de Marie, es doctorà en ciències.
Membre de l'Acadèmia Francesa de Ciències, el 1937 fou nomenat professor al Collège de France, càrrec que ostentà fins al 1956 quan, a la mort de la seva esposa, ocupà la càtedra de física que aquesta tenia a La Sorbona de París.
El 1950 va ser guardonat amb el Premi Lenin de la Pau entre els pobles.
Va morir el 14 d'agost de 1958 a la ciutat de París.

## Recerca científica
Al costat de la seva esposa va iniciar la seva recerca en el camp de la física nuclear i cercant l'estructura de l'àtom, en particular en l'estructura i projecció del nucli i que fou fonamental pel posterior descobriment del neutró i la radioactivitat artificial. El 1935 ambdós científics foren guardonats amb el Premi Nobel de Química pels seus treballs en la síntesi de nous elements radioactius.
Durant la seva estada al Collège de France treballà en les reaccions en cadena i els requisits per a la construcció encertada d'un reactor nuclear que utilitzés la fissió nuclear controlada per a generar energia mitjançant l'ús d'urani i aigua pesant.
Frédéric Joliot-Curie i la seva dona Irène van començar a treballar junts l'any 1929 a l'Institut Radium. Junts van dur a terme un gran experiment sobre una misteriosa radiació penetrant excitada pels raigs alfa en àtoms lleugers. L'efecte de projecció de protons que van demostrar a principis de 1932 va ser un pas important cap al descobriment del neutró per James Chadwick el febrer de 1932.
Durant els dos anys següents, Frédéric Joliot i Irène Curie es van interessar pels raigs gamma i els neutrons produïts en diverses reaccions nuclears. Després del descobriment de l'electró positiu per Carl David Anderson, van publicar un nou procés d'absorció de raigs gamma per efecte de parell d'electrons8. Frédéric Joliot aporta la prova de l'aniquilació dels electrons positius predit pel teòric Paul Dirac. Els resultats de Frédéric Joliot i Irène Curie sobre l'existència de possibles "electrons de transmutació positiva" van ser impugnats al consell de física de Solvay l'octubre de 1933. Repetint els seus experiments, van descobrir que aquests electrons eren produïts per un nou tipus de radioactivitat, per emissió de electrons positius. Dues setmanes més tard, van proporcionar una prova química de l'existència del primer radioelement artificial, el fòsfor-30, així com d'un segon, el nitrogen-13.
El gener de 1937 es va crear una càtedra de química nuclear al Collège de France. Joliot es va dedicar a la construcció del primer ciclotró francès. L'any 1937, el Fons Nacional d'Investigació Científica va adquirir el lloc d'una antiga propietat de la General Electro-Ceramic Company a Ivry-sur-Seine per a la construcció del Laboratori de Síntesi Atòmica. Dirigit per Frédéric Joliot, el laboratori s'specialitzaria en la producció de nous radioelements i les seves aplicacions biològiques i fisicoquímiques. Frédéric Joliot participa personalment en la investigació biològica amb traçadors radioactius. Léon Eyrolles posa a la seva disposició un altre laboratori dins de l'Escola Especial d'Obres Públiques de Cachan.
Seguint les recerques sobre la fissió nuclear que es desencadenares a partir dels descobriments d'Otto Hahn i Fritz Strassmann, durant el mes de febrer de 1939 a París, Joliot, Halban i Kowarski van aconseguir demostrar experimentalment que es podia produir la reacció en cadena. Al març, l'article sobre el descobriment de la reacció en cadena va aparèixer al número 143 de la revista Nature, establint l'emissió de neutrons durant la fissió, seguit d'altres dos a l'abril i al maig sobre el nombre i l'energia dels neutrons alliberats. El 30 d'octubre, l'equip de Joliot va presentar un sobre tancat a l'Acadèmia de Ciències sobre la possibilitat de produir reaccions nuclears en cadena il·limitada.
A finals d'abril de 1939, Francis Perrin es va unir a l'equip per resoldre el complex càlcul de la massa crítica. Perrin ho aconsegueix i conclou que la massa crítica de l'urani ha de ser de 40 tones, o fins i tot 15 tones, si està tancada en un reflector de neutrons.
El 4 de maig de 1939 Joliot, Halban i Kowarski van presentar tres patents a través del Fons Nacional per a la Investigació Científica. Les dues primeres per a la producció d'energia nuclear. L'última patent, i la més important, es titulava Millora de les càrregues explosives. Aquesta patent serà un dels orígens de la bomba atòmica. El primer ministre Daladier, en un moment en què França ja està a les portes de la guerra amb Alemanya, ordena posar el segell de secret de defensa a aquest invent i reservar-lo per a l'Estat, posant Joliot i el seu equip al servei del Ministeri d'Armaments de Raoul Dautry el novembre de 1939. Joliot intentarà aconseguir aigua pesant de Noruega per a França, així com urani de l'Àfrica.
El juny de 1940 ajuda als seus col·laboradors i amics Hans Halban i Lew Kowarski, jueus, a fugir a Londres davant l'amenaça per l'ocupació alemanya de França. Duerant l'ocupacióo alemanya, la seva activitat i estudis seran controlats per les autoritats alemanyes, mentre Joliot mantindrà una activitat dins la resistència comunista.
L'agost de 1944, Joliot va participar en la insurrecció de París contra l'ocupació alemanya. És l'inventor del còctel "Joliot-Curie", que va causar estralls als tancs alemanys durant l'alliberament de París amb d'aquests "cóctels", composts per tres elements fàcils de trobar en aquell moment (una ampolla d'àcid sulfúric i gasolina.que esclata en contacte amb el clorat de potassi), no calia encendre'l. Joliot convertí el seu laboratori en centre de producció d'aquests artefactes, fet que li valgué rebre la condecoració militar de la Legió d'Honor i la creu de guerra
Acabada la guerra ca ser director del CNRS del 20 d'agost de 1944 al 3 de febrer de 1946. El 1945 va participar en la fundació de la Comissió d'Energia Atòmica (CEA), de la qual va ser nomenat alt comissionat pel general de Gaulle. El 1948 va supervisar la construcció a Fontenay-aux-Roses del primer reactor nuclear francès, la pila Zoé.
El 28 d'abril de 1950, Joliot-Curie va ser destituït del seu càrrec d'alt comissionat del CEA pel president del Consell Georges Bidault sense explicacions, però probablement d'una banda, per la seva forta implicació en la difusió de la crida d'Estocolm per al desarmament nuclear, i d'altra banda les seves simpaties cap al PCF, que van fer que fos enemistat pels nord-americans, en el context de la Guerra Freda.

## Compromís polític i per la pau
Durant la invasió nazi a França Joliot, membre actiu del Partit Comunista Francès, va prendre part activa en favor de la Resistència francesa. En acabar la Segona Guerra Mundial fou nomenat director del Centre Nacional de la Recerca Científica (Centre Nacional de Recerca Científica, CNRS), esdevenint el primer comissari del Govern francès per l'Energia Atòmica. El 1948 va supervisar la construcció del primer reactor atòmic francès, en col·laboració amb els científics Lew Kowarski, Jacques Yvon, Bertrand Goldschmidt, Jules Horowitz, Jules Guéron, Francis Perrin, Raoul Dautry i Irène Curie.
Malgrat la seva participació decisiva en els inicis de l'energia nuclear a França, Joiliot s'oposà al seu ús militar. Contrari a la bomba atòmica, fou un dels impulsaors de la Crida d'Estocolm, Va declarar l'abril de 1950: “Els científics comunistes i progressistes no donaran ni una molla del seu coneixement per la bomba atòmica”..
L'any 1955 fou un dels 11 intel·lectuals que signaren el manifest Russell-Einstein que alertava del perill de les armes nuclears i instava a buscar solucions pacífiques als conflictes internacionals existents en aquells moments enmig de la Guerra Freda.

## Reconeixements
Rebé el Premi Nobel de Química 1935, el Premi Lenin de la Pau, el 1950, 
El 1959, el Moviment per la Pau francès també li va retre homenatge publicant una postal on el seu retrat, dibuixat per Picasso, anava acompanyat del text següent: “En homenatge al gran erudit les solemnes advertències del qual tot home ha de tenir present el perill l'atòmic”.
El 1961: La Unió Astronòmica Internacional va nomenar un cràter lunar Joliot en el seu honor.
L'any 1966, la comissió de toponímia de les illes Kerguelen va batejar un cim de la península del Rallier du Baty de 1.005 m, com el pic Joliot-Curie, en homenatge a la parella Frédéric i Irène Joliot-Curie.
Irene i Frédéric Joliot-Curie van donar nom a 240 escoles, col·legis i instituts arreu de França, Moltes viles i ciutats tenen carrers, places i boulevards amb el seu nom.
Dona nom també a una estació de metro a sofia, Bulgària,.
Nombrosos països crearen segells postals en el seu homenatge i a Irene, entre els quals França, la Unió Soviètica, Mauritània, la Xina, Txecoslovàquia, o Albània.

## Enllaços externs

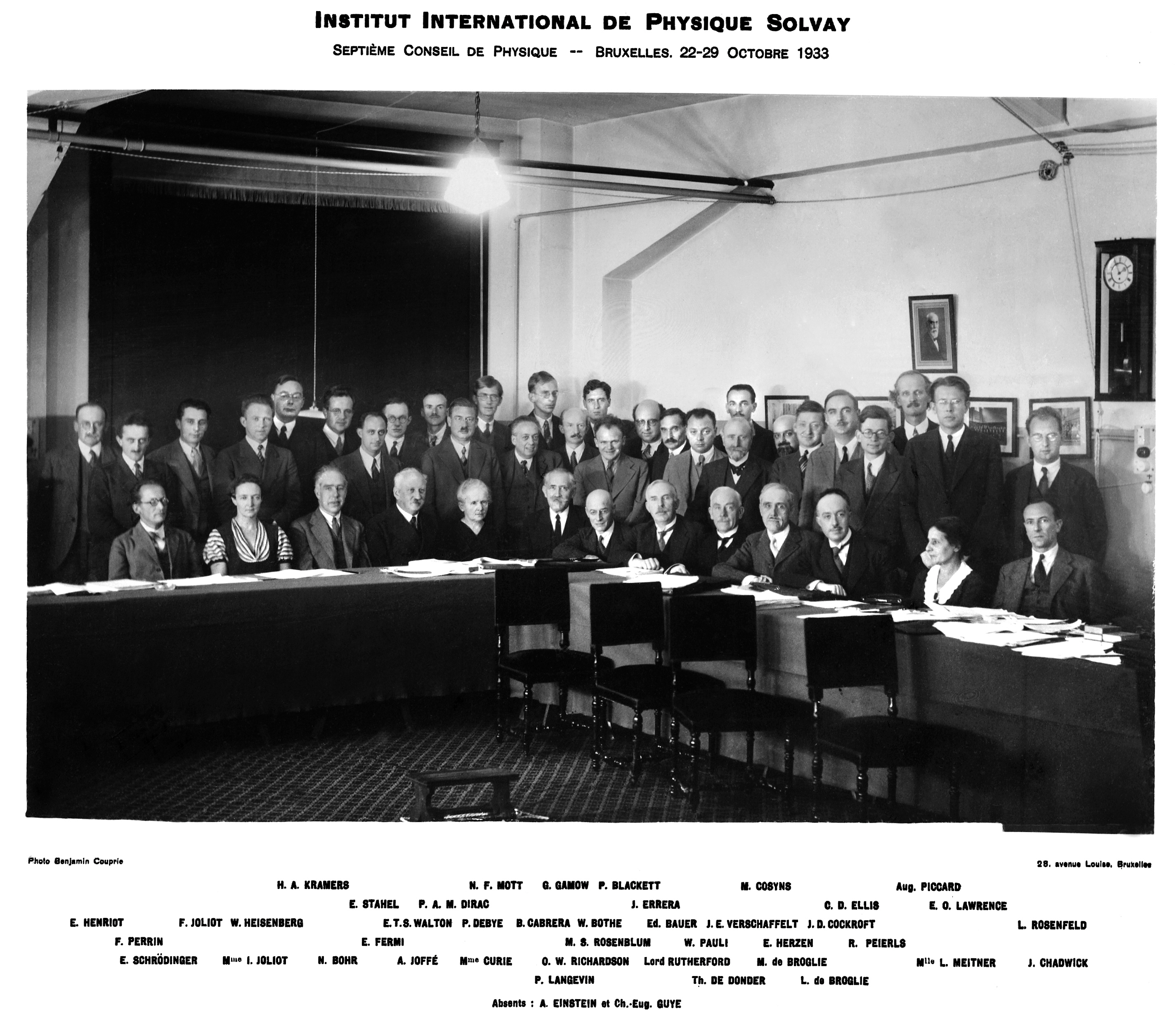
Setena Conferència Solvay realitzada l'any 1933. Podem observar Frédéric Joliot-Curie dret el tercer per l'esquerra, situat entre Francis Perrin i Werner Heisenberg i darrere la seva esposa.